# Ewangelia Apellesa
Ewangelia Apellesa – zaginiony apokryf nowotestamentowy.
Jego autorem był gnostyk Apelles, uczeń Marcjona. Ewangelia Apellesa była prawdopodobnie przeróbką Ewangelii Marcjona. O apokryfie wspomina Hieronim, znajduje się ona także w samarytańskim spisie 35 Ewangelii apokryficznych z ok. XII w.